# Basāb
Basāb (persiska: بَساب, بِساب مَحمود آباد, مَحمود آباد, بساب, Maḩmūdābād, Besāb Maḩmūdābād) är en ort i Iran.   Den ligger i provinsen Yazd, i den centrala delen av landet, 600 km sydost om huvudstaden Teheran. Basāb ligger 1 797 meter över havet och antalet invånare är 171.
Terrängen runt Basāb är kuperad västerut, men österut är den platt.Runt Basāb är det glesbefolkat, med 15 invånare per kvadratkilometer. Närmaste större samhälle är Sheyţūr, 8,3 km nordväst om Basāb. Trakten runt Basāb är ofruktbar med lite eller ingen växtlighet.